# ベストテニス (NHK)
ベストテニスはNHK教育テレビ『趣味講座』および『趣味百科』で放送されていた趣味講座番組。

## 第1期
- 放送期間：1983年10月5日 - 1984年3月28日
- 放送時間：水曜19:30-20:00／日曜18:30-18:00
- 講師：神和住純

放送リスト
1. 1983年10月5日 テニスは楽し
2. 1983年10月12日 フォアボレー
3. 1983年10月19日 バックボレー
4. 1983年10月26日 フォアハンドストローク 1
5. 1983年11月2日 フォアハンドストローク 2
6. 1983年11月9日 バックハンドストローク 1
7. 1983年11月16日 バックハンドストローク 2
8. 1983年11月23日 両手打ちストローク
9. 1983年11月30日 ベースラインプレー
10. 1983年12月7日 サーブ 1
11. 1983年12月14日 サーブ 2
12. 1983年12月21日 アプローチショット
13. 1983年12月28日 パッシングショット
14. 1984年1月4日 ロビングとスマッシュ
15. 1984年1月11日 ネットプレー
16. 1984年1月18日 ゲームに挑戦
17. 1984年1月25日 シングルスのレシーブ
18. 1984年2月1日 ダブルスのレシーブ
19. 1984年2月8日 実戦シングルス 1
20. 1984年2月15日 実戦シングルス 2
21. 1984年2月22日 実戦シングルス 3
22. 1984年2月29日 実戦ダブルス 1
23. 1984年3月7日 実戦ダブルス 2
24. 1984年3月14日 実戦ダブルス 3
25. 1984年3月21日 基本プレー再点検
26. 1984年3月28日 レベルアップへの道

## 第2期 レベルアップへの道
- 放送期間：1984年8月7日 - 1984年11月27日
- 放送時間：火曜19:30-20:00／日曜17:00-17:30
- 講師：神和住純

放送リスト
1. 1984年8月7日 速く強く正確に
2. 1984年8月14日 バックハンド 1 グラウンドストローク
3. 1984年8月21日 バックハンド 2 バックボレー
4. 1984年8月28日 グラウンドストローク 1 コースを打ち分ける
5. 1984年9月4日 グラウンドストローク 2 回転をかける
6. 1984年9月11日 グラウンドストローク 3 緩急自在に打つ
7. 1984年9月18日 グラウンドストローク 4 様々なボールを打つ
8. 1984年9月25日 ネットプレー 1 ボレー
9. 1984年10月2日 ネットプレー 2 スマッシュ
10. 1984年10月9日 ロビング
11. 1984年10月16日 アプローチショット
12. 1984年10月23日 パッシングショット
13. 1984年10月30日 サービス
14. 1984年11月6日 サーブ・アンド・ボレー
15. 1984年11月13日 レシーブ・アンド・ダッシュ
16. 1984年11月20日 デリカシー・ショット
17. 1984年11月27日 スーパーショットに挑戦

## 第3期
- 放送期間：1988年9月6日 - 1988年11月29日
- 放送時間：火曜19:30-20:00
- 講師：井上悦子

放送リスト
1. 1988年9月6日 ゲーム・7つのパターン
2. 1988年9月13日 サーブアンドボレー 1
3. 1988年9月20日 サーブアンドボレー 2
4. 1988年9月27日 サーブアンドアプローチ
5. 1988年10月4日 ストローク・アンド・ノーバウンドアプローチ
6. 1988年10月11日 ストローク・アンド・ワンバウンドアプローチ 1
7. 1988年10月18日 ストローク・アンド・ワンバウンドアプローチ 2
8. 1988年10月25日 ストローク・アンド・ストロークエース
9. 1988年11月1日 リターン・アンド・アプローチ
10. 1988年11月8日 ストローク・アンド・ドロップショット
11. 1988年11月15日 ドリル 1
12. 1988年11月22日 ドリル 2
13. 1988年11月29日 エキシビションマッチ

## 第4期
- 放送期間：1993年4月9日 - 1993年6月25日
- 放送時間：金曜21:25-21:55／月曜14:30-15:00
- 講師：福井烈

放送リスト
1. 1993年4月9日 グランドストローク
2. 1993年4月16日 ネットプレー基礎編
3. 1993年4月23日 ネットプレー応用編
4. 1993年4月30日 スマッシュ／サーブ
5. 1993年5月7日 ダブルスの作戦 サービスゲーム編 1
6. 1993年5月14日 ダブルスの作戦 サービスゲーム編 2
7. 1993年5月21日 ダブルスの作戦 サービスゲーム編 3
8. 1993年5月28日 ダブルスの作戦 レシーブゲーム編 1
9. 1993年6月4日 ダブルスの作戦 レシーブゲーム編 2
10. 1993年6月11日 ダブルスの作戦 レシーブゲーム編 3
11. 1993年6月18日 シングルスの作戦
12. 1993年6月25日 実戦クリニック